# Callopistria rivularis
Callopistria rivularis är en fjärilsart som beskrevs av John Henry Leech 1900. Callopistria rivularis ingår i släktet Callopistria och familjen nattflyn. Inga underarter finns listade i Catalogue of Life.

## Bildgalleri

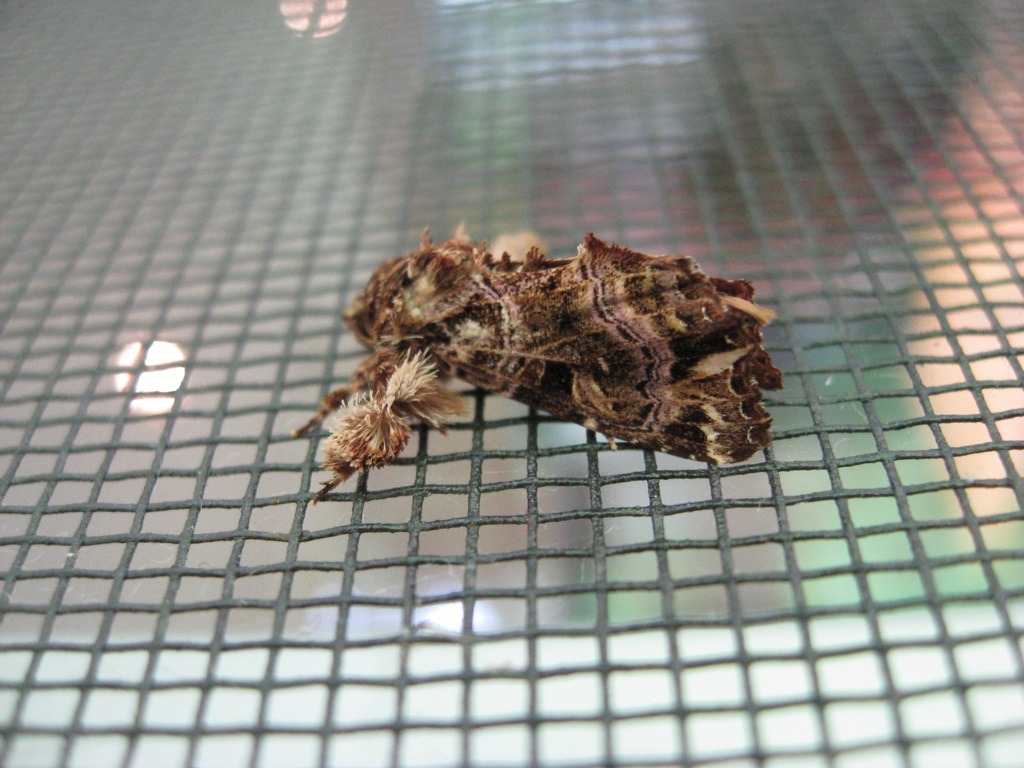